# تویه (رودبار)
تویه روستایی در دهستان رودبار بخش مرکزی شهرستان دامغان استان سمنان ایران است.
این روستا دارای آب و هوای سرد و کوهستانی می باشد که در شمال دامغان واقع شده است‌ و شغل مردم تویه رودبار اغلب کشاورزی و دامداری می باشد و دارای چندین چشمه و یک آبشار می باشد. محصولات کشاورزی ای روستا اغلب گردو زردآلو سیب گلابی گندم و جو و سیب زمینی می باشد.

## جمعیت
بر پایه سرشماری عمومی نفوس و مسکن در سال ۱۳۹۵ جمعیت این مکان ۴۲۳ نفر (۱۵۱خانوار) بوده‌است.
جمعیت الان در حدود ۹۵ نفر